# Hwang Pyong-so
Hwang Pyong-so (1949) è un generale e politico nordcoreano, detiene il grado di Vice-maresciallo nell'Armata del popolo coreano, è membro del presidium del Partito del Lavoro di Corea ed è stato il più alto vicepresidente della Commissione per gli Affari di Stato.

## Biografia
Hwang ha probabilmente passato la maggior parte della sua carriera nel dipartimento di organizzazione e guida (OGD), guadagnandosi il titolo di Eminenza grigia dell'organizzazione. Nel settembre 2010, è stato nominato membro alternato del Comitato centrale del Partito del Lavoro di Corea, detenendo la posizione di vice-direttore dell'OGD sin dai primi anni' 2000 con un portfolio militare e di sicurezza. Nel marzo 2014 è stato eletto all'Assemblea popolare suprema durante le Elezioni parlamentari in Corea del Nord del 2014; durante lo stesso mese, è stato identificato come primo vice-direttore del dipartimento di organizzazione del partito.
Il 28 aprile 2014 la Korean Central News Agency ha riportato la notizia della promozione di Hwang a Vice-maresciallo dell'Armata del popolo coreano il 26 aprile da parte della Commissione militare centrale del Partito del Lavoro di Corea e dalla Commissione di Difesa Nazionale. È stato indossare per la prima volta il rango di generale a quattro stelle il 15 aprile, ciò significava che era passato da gradi in dal precedente grado di Colonnello generale in un periodo molto breve. Il 27 aprile la KCNA ha riportato la notizia durante un'esercitazione di artiglieria, che Hwang era stato riverito per la prima volta come membro della Commissione militare centrale. In seguito il 1º maggio è stato rivelato essere lui il nuovo direttore dell'Ufficio di politica generale dell'Armata del popolo coreano, carica considerata come la più importante nell'esercito nordcoreano dopo il comandante supremo. Il 25 settembre ha rimpiazzato inoltre Choe Ryong-hae nella sua ultima carica di tipo militare come vicepresidente della Commissione di Difesa Nazionale, mantenendo la carica anche con la nuova ridenominazione in Commissione per gli Affari di Stato il 29 giugno 2016. Il 18 febbraio 2015 è stato inalzato di grado nel presidium durante un incontro del politburo del Partito del Lavoro. Hwang è visto come un consigliere chiave per Kim Jong-un.
Hwang è generalmente riportato per essere stato un compagno di classe dello zio di Kim Jong-un, Kim Kyong-hui ed è noto per avere avuto dei rapporti stretti con la madre di Kim Jong-un, Ko Yong-hui.
La presenza di Kwang alla cerimonia di chiusura degli XVII Giochi asiatici in assenza di Kim Jong-un, e il suo conseguente viaggio in Corea del Sud, ha portato alla speculazione in occidente riguardo al suo ruolo all'interno del governo nordcoreano.
Nel novembre 2017, secondo l'intelligence della Corea del Sud, Hwang stava subendo una punizione non specificata. Il 9 novembre 2014, i media nordcoreani hanno confermato la destituzione di Hwang come direttore dell'ufficio di politica generale con conseguente investitura al suo posto di Kim Jong-gak. Hwang è stato in seguito riabilitato, riapparendo in pubblico nel febbraio 2018.
Nel dicembre 2018, il ministero per la riunificazione sudcoreano ha riportato la notizia di Hwang come nuovo primo vicepresidente del Dipartimento di organizzazione e guida.